# Ladislav Kubala
Ladislav Kubala, španělsky Ladislao Kubala, maďarsky László Kubala Stecz (10. června 1927 Budapešť, Maďarsko – 17. května 2002 Barcelona, Španělsko), byl maďarský, slovenský a španělský fotbalista a trenér. O sobě prohlásil: jsem světoběžník.
Reprezentoval Maďarsko, Československo a Španělsko, hrál také za národní tým Katalánska. Členem prestižního Klubu ligových kanonýrů se stal po změně pravidel klubu v listopadu 2016.

## Sportovní kariéra
Rodiče byli Slováci, vyrůstal v chudých poměrech. Už jako patnáctiletý hrál v maďarské 1. lize a jako sedmnáctiletý hrál za Maďarsko. V maďarské reprezentaci odehrál šest zápasů. V roce 1945 utekl před vojenskou službou do Bratislavy. Za ŠK Slovan Bratislava hrál ve dvou ročnících (1946/1947 a 1947/1948). Reprezentoval sedmkrát Československo, dal 6 gólů (dle RSSSF.com to bylo 6 zápasů a 4 góly).
V roce 1949 pak utekl do Rakouska, v Itálii hrál za Busto Arsizio. Potom se dostal k FC Barcelona kde obdržel roční plat 647 850 peset, což byla tehdy rekordní suma. Ve Španělsku získal trvalý domov a za tamní reprezentaci nastoupil v 19 zápasech a dal 11 gólů.
Při stém výročí existence klubu FC Barcelona v roce 1999 ho fanouškové zvolili nejlepším hráčem Barcelony v její historii, předstihl i J. Cruyffa i Maradonu. V jejím dresu nastřílel 194 branek, což jej řadí na čtvrté místo v klubové historii.

## Trenér
Kariéru ukončil v roce 1968, později byl i reprezentačním trenérem Španělska.